# SN 2007fw
SN 2007fw – supernowa typu IIn odkryta 14 lipca 2007 roku w galaktyce A152109+0226. W momencie odkrycia miała maksymalną jasność 19,50m.